# 49 Pales
Pales (asteroide 49) é um asteroide da cintura principal com um diâmetro de 149,8 quilómetros, a 2,3646835 UA. Possui uma excentricidade de 0,2334445 e um período orbital de 1 978,96 dias (5,42 anos).
Pales tem uma velocidade orbital média de 16,95813276 km/s e uma inclinação de 3,18028º.
Este asteroide foi descoberto em 19 de Setembro de 1857 por Hermann Goldschmidt. Seu nome vem do personagem da mitologia romana Pales.